# الردة في القانون المصري
الردة في القانون المصري هي أن يقوم المسلم بالرجوع عن الدين الإسلامي بالتصريح بالكُفر، سواء كان ذلك بالتلفّظ بعبارات معيّنة أو بالقيام بأفعال تفيد الرجوع عن الإسلام. وتثبت حالة الردة بحكم قضائي يصدر من المحكمة الابتدائية المختصة، بعد أن يتم رفع دعوى تعرف باسم «دعوى الحسبة»، وتختص النيابة العامة وحدها برفعها. من الناحية الجنائية، فإن القانون المصري لا يقيم حد الردة على المرتد، ولكنه أخذ بقاعدة «عدم جواز إقرار المرتد على ردته» الموجودة بالشريعة الإسلامية؛ أي أن القانون المصري يرتّب عقوبات تمسّ بالأحوال الشخصية للمرتد. وهذه العقوبات تتمثّل في أن المرتد لا يرث، ولا يُورَّث، ولا يتزوج، ولا يتمتّع بأية أهلية وجوب.

## معناها
يعد مرتداً، كل مسلم يقوم بالآتي:
1. الاستخفاف بالقرآن الكريم أو بالسنة النبوية، أو الاستهزاء بهما، أو جحدهما، أو تكذيبهما، أو التشكيك فيهما، أو إثبات أو نفي خلاف ما جاء بهما، مع علمه بذلك عناداً.[1]
2. إنكار وجود الله، أو إنكار شيئاً مما خلقه وورد في القرآن؛ كإنكار الجنة أو النار أو البعث والحساب أو يوم القيامة أو الشياطين أو الجن أو الملائكة.[1]
3. إنكار نبوة النبي محمد، أو بعموم رسالته، أو التشكيك في صدقه.[1]
4. استحلال المحرمات مع القيام بها، أو الامتناع عن القيام بفريضة مع جحدها أو استحلال عدم القيام بها؛ كالامتناع عن أداء الصلاة مع جحدها.[1]
5. إنكار مباني الإسلام كلها؛ لأن أدلة وجودها موجودة صراحةً في القرآن والسنة.[1]
6. الجهر بأن القرآن من عند غير الله، أو أنه من تأليف البشر.[1]
7. الجهر بأن الشريعة الإسلامية لا تصلح للتطبيق في هذا العصر، أو أن تطبيقها سيؤدي إلى تأخر المسلمين.[1]

## حكمها
تؤدي الردة إلى فقدان المسلم المرتد لأهلية الوجوب: فمن ناحية الزواج، سيكون زواج المرتد أو المرتدة عن الإسلام باطلاً وعديم الأثر، شرعاً وقانوناً، حتى لو كان هذا الزواج قد تم بزوج أو بزوجة من غير المسلمين، كما سيُحكَم بالتفريق بين المرتد أو المرتدة زوجته المسلمة أو زوجها المسلم. ومن ناحية الميراث، لا يرث من المرتد بعد وفاته من كانوا يصلحون كورثة له لو كان قد بقى على إسلامه، كما أن المرتد لا يرث من أهله الذين كان له أن يرث منهم لو كان قد بقى على إسلامه.